# Турановаць
Турановаць (хорв. Turanovac) — населений пункт у Хорватії, в Вировитицько-Подравській жупанії у складі громади Лукач.

## Населення
Населення за даними перепису 2011 року становило 695 осіб.
Динаміка чисельності населення поселення:

## Клімат
Середня річна температура становить 11,58 °C, середня максимальна – 26,82 °C, а середня мінімальна – -5,82 °C. Середня річна кількість опадів – 760 мм.
| Клімат поселення                              | Клімат поселення | Клімат поселення | Клімат поселення | Клімат поселення | Клімат поселення | Клімат поселення | Клімат поселення | Клімат поселення | Клімат поселення | Клімат поселення | Клімат поселення | Клімат поселення | Клімат поселення |
| Показник                                      | Січ.             | Лют.             | Бер.             | Квіт.            | Трав.            | Черв.            | Лип.             | Серп.            | Вер.             | Жовт.            | Лист.            | Груд.            |                  |
| Середній максимум, °C                         | 6,35             | 8,51             | 13,18            | 17,84            | 23,34            | 26,82            | 25,44            | 24,67            | 20,23            | 15,19            | 9,84             | 4,98             |                  |
| Середня температура, °C                       | 0,27             | 2,40             | 7,09             | 11,75            | 17,25            | 20,74            | 21,94            | 21,17            | 16,74            | 11,70            | 6,33             | 1,47             |                  |
| Середній мінімум, °C                          | −5,82            | −3,66            | 1,02             | 5,67             | 11,16            | 14,66            | 18,46            | 17,68            | 13,24            | 8,20             | 2,85             | −2,02            |                  |
| Норма опадів, мм                              | 45               | 39               | 47               | 60               | 73               | 88               | 73               | 77               | 65               | 64               | 74               | 55               |                  |
| Середньомісячна швидкість вітру, м/с          | 2.20             | 2.50             | 2.80             | 2.70             | 2.40             | 2.20             | 2.20             | 2.00             | 2.00             | 2.00             | 2.20             | 2.28             |                  |
| Середньомісячна сонячна радіація, кДж/м²·день | 4083             | 6882             | 10753            | 15261            | 19372            | 21538            | 22212            | 19737            | 14570            | 8996             | 4618             | 3361             |                  |
| --------------------------------------------- | ---------------- | ---------------- | ---------------- | ---------------- | ---------------- | ---------------- | ---------------- | ---------------- | ---------------- | ---------------- | ---------------- | ---------------- | ---------------- |
| Джерело:                                      |                  |                  |                  |                  |                  |                  |                  |                  |                  |                  |                  |                  |                  |